# Нектарин

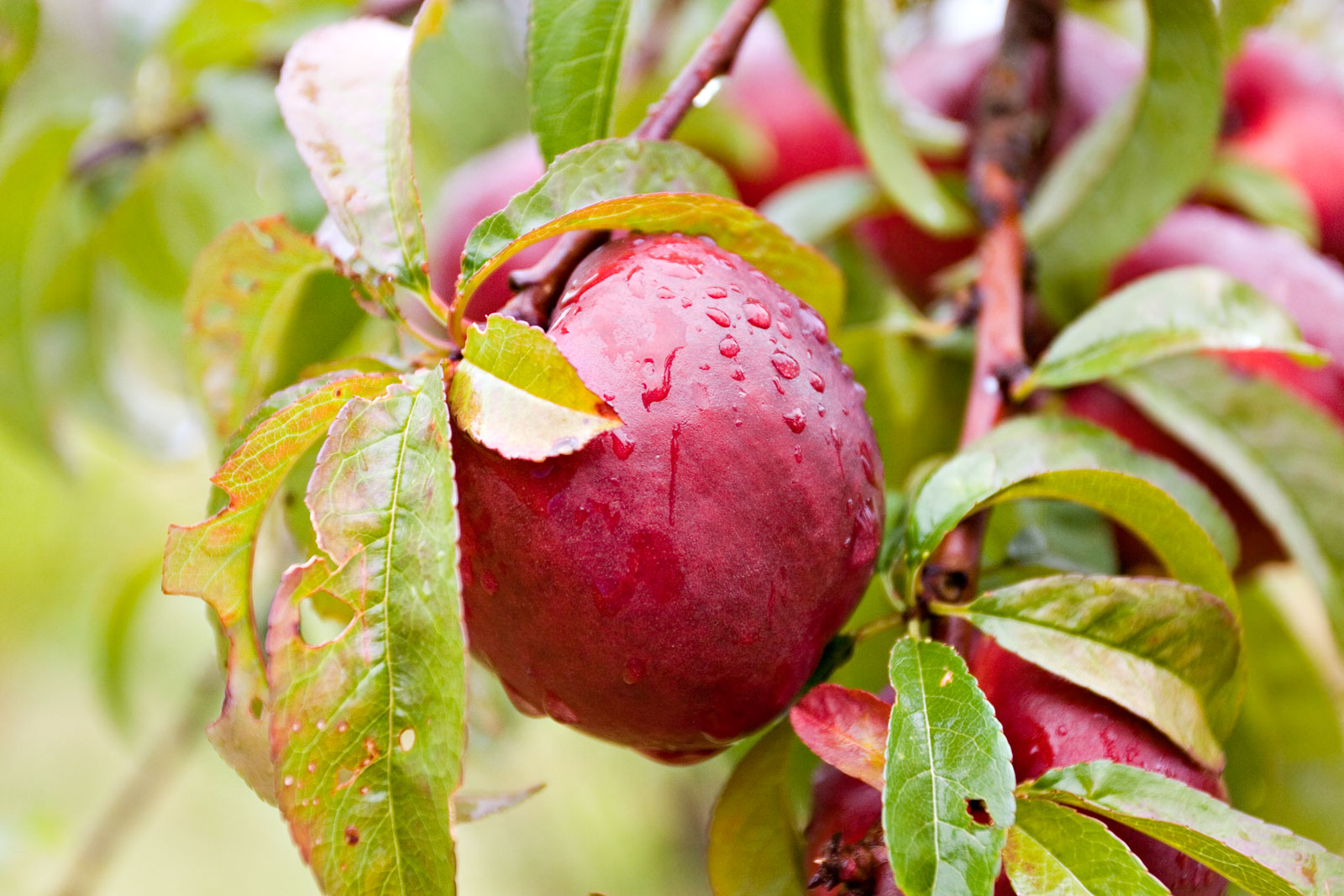
Нектарин під час дощу

Нектарин (Prunus persica var. nucipersica) — різновид персика звичайного. Від власне персика насамперед відрізняється плодами з гладкою шкіркою (звідси назва голоплідний персик). На відміну від персикових дерев, нектарин більш витривалий, стійкий до шкідників, тому є цінною культурною рослиною.

Назва цього плоду походить від слова «нектар» і зумовлена тим, що плоди нектарина містять багато цукрів — нектару.

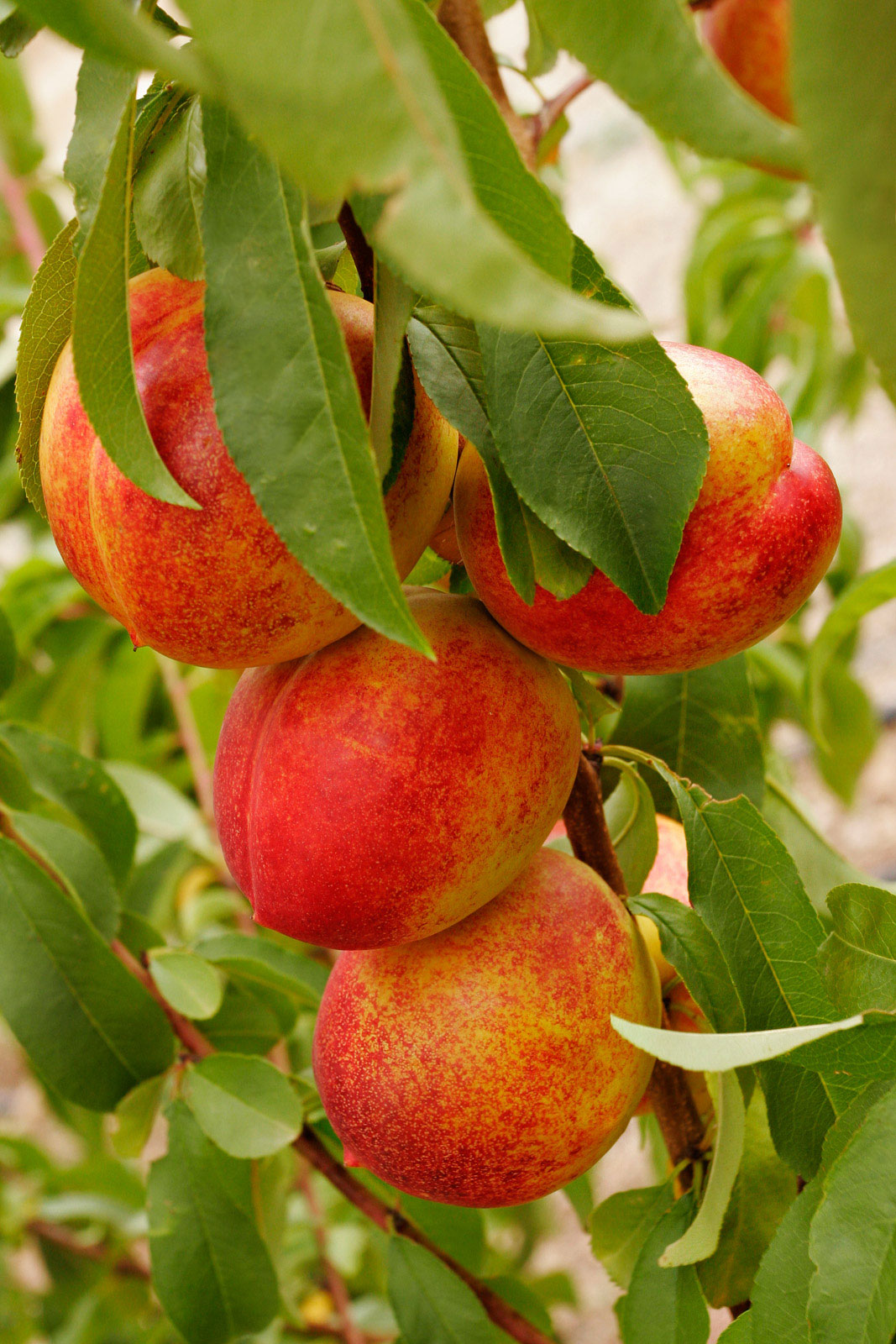
Нектарин на дереві

## Хімічний склад
За даними USDA Nutrient Database в 100 г нектарина міститься:

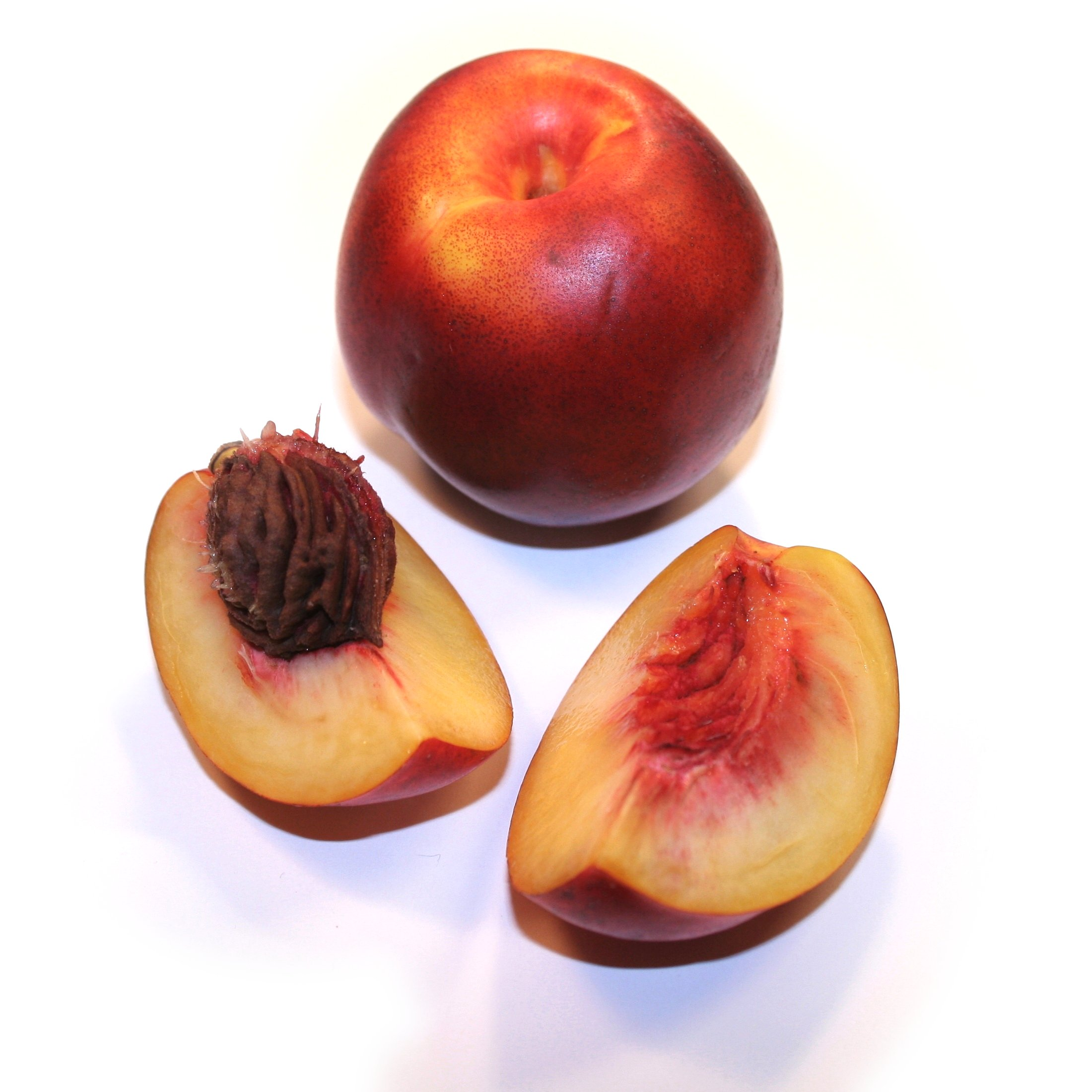
Нектарин у розрізі

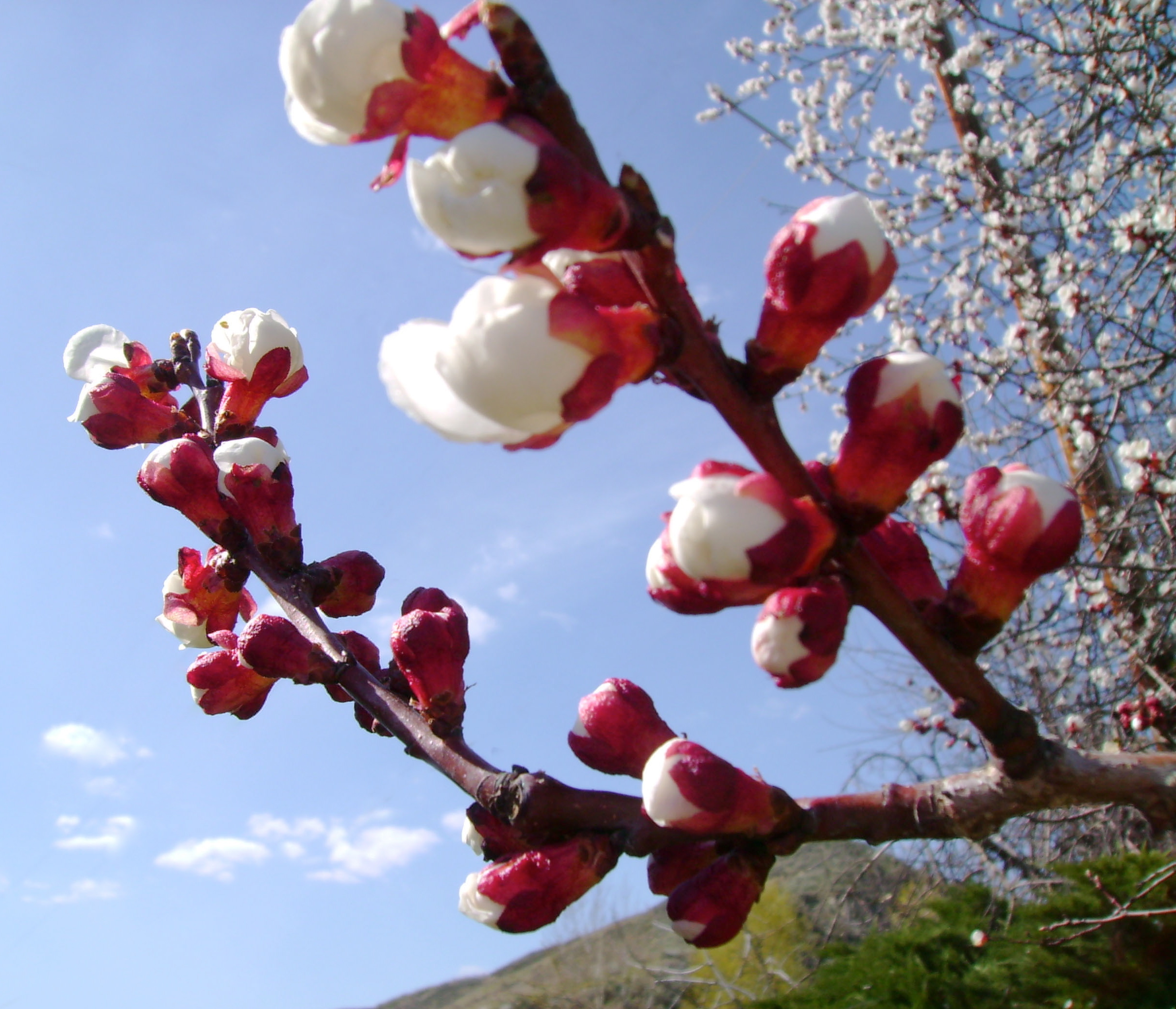
Нектарин цвіте

| Вуглеводи | 10,55 г |
| Білки     | 1.06 г  |
| Жири      | 0.32 г  |

| Вітамін A(бета-каротин)          | 0.02 мг   |
| Вітамін B1(тіамін)               | 0.03 мг   |
| Вітамін B2(рибофлавін)           | 0.03 мг   |
| Вітамін B3 (PP)(ніацин)          | 1.13 мг   |
| Вітамін В4 (холін)               | 6.2 мг    |
| Вітамін В5 (пантотенова кислота) | 0.18 мг   |
| Вітамін В6 (піридоксин)          | 0.025 мг  |
| Вітамін В9(фолієва кислота)      | 0,005 мкг |
| Вітамін C                        | 5.40 мг   |
| Вітамін Е (токоферол)            | 0.77 мг   |
| Вітамін К                        | 0.0022 мг |
| Каротин                          | 0.00 мг   |

| Калій   | 201 мг |
| Кальцій | 6 мг   |
| Магній  | 9 мг   |
| Натрій  | 0 мг   |
| Фосфор  | 26 мг  |

| Залізо    | 0.28 мг   |
| Марганець | 0.0054 мг |
| Мідь      | 0.0086 мг |
| Цинк      | 0.0170 мг |
| Селен     | 0.0001 мг |

## Смак
За смаком, поживними властивостями й хімічним складом нектарини дуже близькі до персиків. Однак провітаміну А в них майже у два рази більше, ніж в персиках. До складу нектаринів також входять калій, фосфор, магній і натрій, нікотинова кислота, сірка та кремній. За вмістом вітаміну С нектарин не поступається цитрусовим. Також склад нектарина багатий на лимонну і яблучну кислоти, клітковину, пектин, фруктозу і сахарозу, а також деякі біофлавоноїди.
За смаком нектарини трохи солодші за персики, але менш калорійні. Проте калорійність нектарина досить висока: він містять 267 кДж на 100 грамів продукту, переважно завдяки вмісту цукру, тому їх не варто вживати у великій кількості діабетикам і людям з підвищеною масою тіла.

## Походження і виникнення нектарина
Існує версія, що нектарин є гібридом персика і сливи, а можливо, і абрикоса. Але, на думку фахівців, це лише міф, хоч і дуже поширений, а сам нектарин отриманий методом селекції або простою мутацією персиків.
Батьківщиною нектарина вважають Китай, де його вирощують протягом уже декількох тисячоліть. Через Персію і Грецію цьому плоду вдалося досягти Стародавнього Риму, а далі поширитися по всій Європі. У наш час нектарин вирощують у багатьох країнах світу, а найбільші його виробники — Італія, Кіпр, Греція, Туніс та країни колишньої Югославії.

## Використання
Вживають нектарин переважно сирим, оскільки він у такому випадку дає лужний осад. Але не менш корисний і смачний він і в сушеному вигляді. Також нектарин можна заготовлювати про запас аналогічно персикам: робити варення, джеми, консервувати, заморожувати.
Кісточки деяких сортів нектарина за біологічним складом подібні до мигдалю, завдяки чому придатні для заміни мигдалю. З кісточок певних сортів цього плоду отримують ефірну олію, яка застосовується для виготовлення ліків і мазей. Шкаралупу від кісточок нектарина використовують у виробництві активованого вугілля. Крім того, широке застосування знайшла деревина нектарина. Завдяки своїй красивій фактурі і здатності до легкого полірування її часто використовують для виготовлення сувенірів.
Під час цвітіння дерева нектарина не тільки дуже гарні, але також є відмінними медоносами. Їх великі яскраві квітки випускають аромати ефірних олій, що привертає увагу бджіл.

## Корисні властивості нектарина
Високий вміст вітамінів і мінеральних речовин забезпечує профілактику авітамінозу, зміцнює імунітет. Корисні речовини, що містяться в цих фруктах, підсилюють секрецію травних і жовчовивідних залоз, сприяють швидкому переварюванню погано засвоєної, важкої або жирної їжі. Клітковина, яку містить нектарин, полегшує роботу кишечника.
Лікувально-профілактичну дію плоду зумовлено наявністю в їх складі комплексу вітамінів, а також мінеральних речовин. Крім того, нектарин є цінним джерелом пектинів, клітковини і фруктози. Вживання нектарина в їжу надає профілактичну дію для онкологічних захворювань, атеросклерозу та гіпертонічної хвороби.
Свіжий сік нектарина допомагає при підвищеній кислотності шлунка, при запорах. Користь нектарина ще і в тому, що це — чудовий природний сечогінний засіб. Деякі сорти нектаринів містять їстівні кісточки, за своїми властивостями віддалено нагадують мигдаль. Їх використовують для приготування лікерів, спиртових настоянок та інших видів алкогольних напоїв.
Високий вміст у плодах нектарина вітамінів А і С сприятливо впливає на шкіру, утримуючи в її клітинах вологу. Високий вміст калію сприяє нормалізації роботи нервової системи, а пектинові сполуки загальмовують активність шкідливих мікроорганізмів. Нерозчинна клітковина, що міститься в нектаринах, необхідна для нормального функціонування кишечника, запобігаючи при цьому розвитку деяких захворювань травного тракту. Розчинна клітковина зі свого боку добре впливає на серцево-судинну систему, оскільки сприяє зниженню рівня холестерину у крові. При збої серцевого ритму, недокрів'ї, підвищеної кислотності шлунка, а також запорах фахівці рекомендують пити до їжі 50 мл свіжого соку нектарина.